# Canneto (Monteverdi Marittimo)
Canneto è una frazione del comune italiano di Monteverdi Marittimo, nella provincia di Pisa, in Toscana.
Il borgo si trova tra la Val di Cornia e la Val di Cecina, circondato da boschi e macchia mediterranea.

## Storia
L'abitato di Canneto deve la sua origine, come quello di Monteverdi, alla fondazione dell'abbazia del monastero di San Pietro in Palazzuolo, infatti viene citato come uno dei feudi della badia di Monteverdi.

## Monumenti e luoghi d'interesse

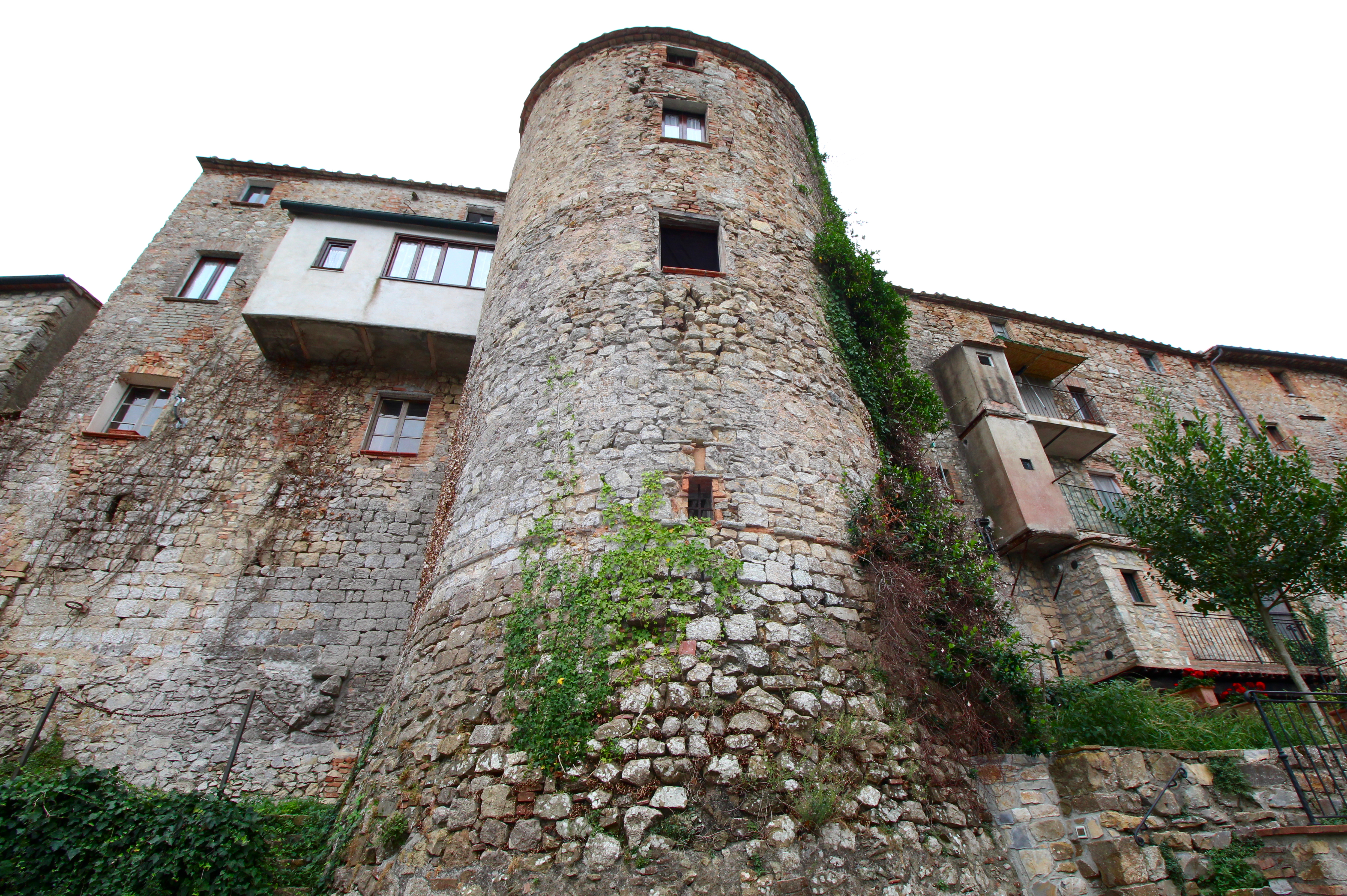
Torrione delle mura

Canneto possiede ancora un'antica cinta muraria medievale che circonda l'abitato, con all'interno numerose case-torri e presenta una particolare forma urbanistica ellittica. Le vie presenti nella cinta muraria sono tutte intitolate ai re d'Italia. Presente anche l'abitazione di un cugino di Giosuè Carducci dove lo stesso poeta ha soggiornato.
Nel borgo si trova inoltre la medievale chiesa di San Lorenzo.